# Conrad Moench
Conrad Moench (n. 15 august 1744, Kassel, Germania – d. 6 ianuarie 1805, Marburg, Hessa, Germania) a fost un farmacist, chimist și naturalist german. Numele său oficial prescurtat ca autor în botanică este „Moench”.
El a fost din anul 1786 până la data morții sale profesor de botanică în Marburg, fiind autorul unor opere științifice din domeniul științelor naturale.

## Opere
- Supplementum Ad Methodum A Staminum Situ Describendi. Marburg 1802.
- Arzneymittellehre der einfachen und zusammengesetzten gebräuchlichen Mittel. Marburg 1800.
- Einleitung zur Pflanzen-Kunde. Marburg 1798.
- Methodus plantas horti botanici et agri Marburgensis. Marburg 1794.
- Systematische Lehre von denen gebräuchlichsten einfachen und zusammengesezten Arzney-Mitteln. Marburg 1792-95.
- Verzeichniß ausländischer Bäume und Stauden des Lustschlosses Weissenstein bey Cassel. Fleischer, Frankfurt, Leipzig 1785.
- Bemerkungen über einige einfache und zusammengesetzte Arzneymittel. Fleischer, Frankfurt 1781.
- Enumeratio plantarum indigenarum Hassiae praesertim inferioris. Kassel 1777.

1. 1 2  Conrad Moench, Marburger Professorenkatalog, accesat în 9 octombrie 2017
2. ↑  CONOR.SI[*] Verificați valoarea |titlelink= (ajutor)